# Bobrowiecka Polana

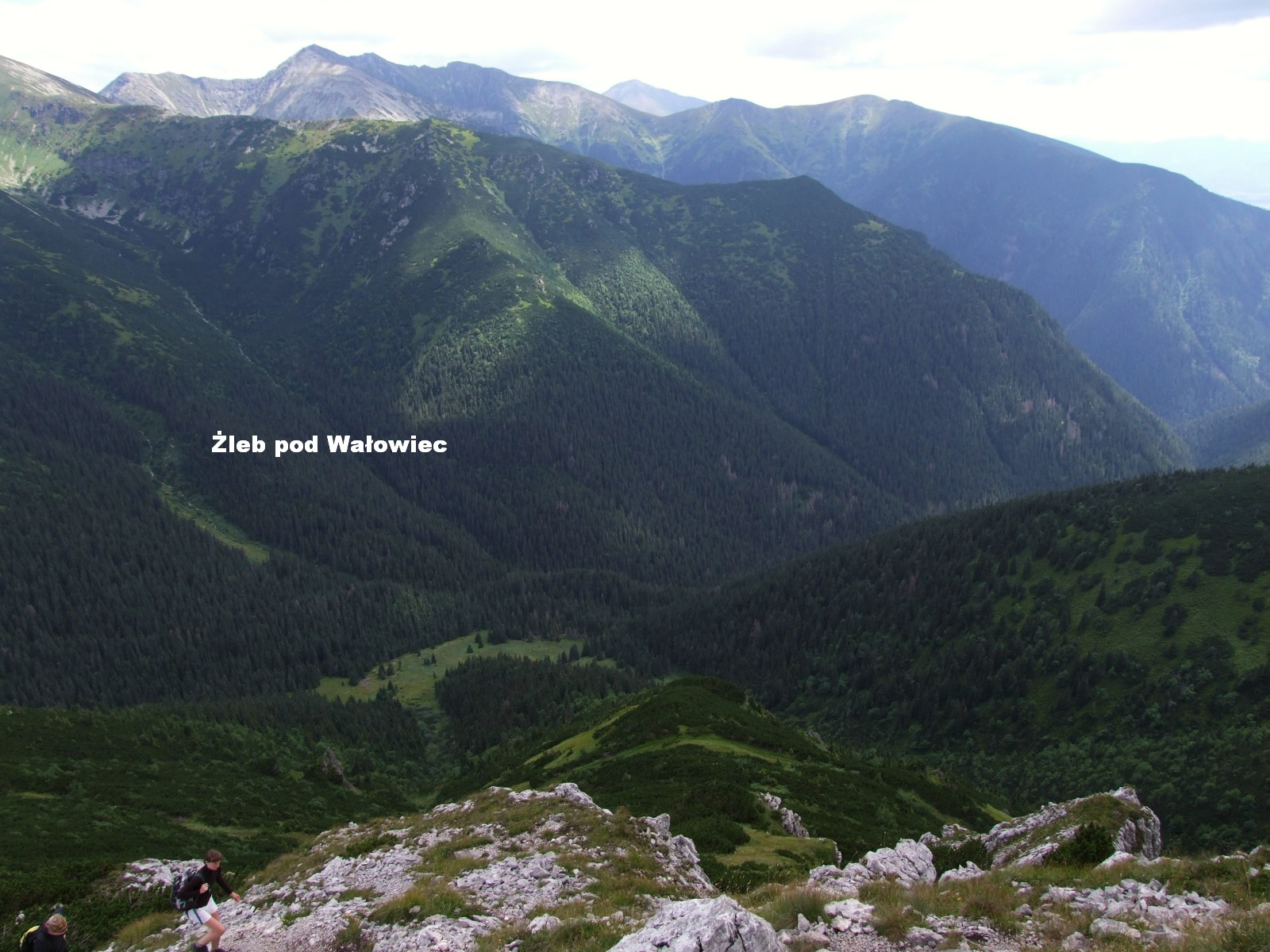
Bobrowiecka Polana na dnie Doliny Bobrowieckiej. Widok z Siwego Wierchu

Bobrowiecka Polana lub po prostu Polana (słow. Poľana) – położona na dnie Doliny Bobrowieckiej Liptowskiej (górna część Doliny Jałowieckiej) polana w słowackich Tatrach Zachodnich. Położona jest u podnóży Siwego Wierchu, na wysokości ok. 1350 m, na orograficznie prawej (zachodniej) stronie płynącego dnem doliny Potoku z Polany. Nieco poniżej polany znajdują się wyloty żlebu Rokitowiec ze stoków Siwego Wierchu i wspólny wylot Żlebu Brzezowczyk i Żlebu pod Wałowiec po przeciwnej (wschodniej) stronie.
Dawniej polana ta stanowiła centrum gospodarcze dużej Hali Bobrowieckiej. Użytkowana była przez mieszkańców odległej stąd o 10 km miejscowości Bobrowiec. Wypasano głównie bydło, a pasterze w sezonie wypasowym mieszkali w solidnej kolebie nad potokiem. Przez polanę prowadziła kiepska droga wozowa od wylotu Doliny Jałowieckiej.

## Szlaki turystyczne
– żółty od wylotu doliny w Jałowcu do Magistrali Tatrzańskiej, dalej zaś przez Rozdroże do Parzychwostu i Dolinę Bobrowiecką na przełęcz Palenica Jałowiecka.
- Czas przejścia z Jałowca do Magistrali Tatrzańskiej: 1:05 h, ↓ 45 min
- Czas przejścia od Magistrali Tatrzańskiej do rozdroża: 1:35 h, z powrotem tyle samo
- Czas przejścia od rozdroża na Palenicę Jałowiecką: 2 h, ↓ 1:30 h